# Harpobittacus
Harpobittacus is een geslacht van schorpioenvliegachtigen (Mecoptera) uit de familie hangvliegen (Bittacidae).

## Soorten
Harpobittacus omvat de volgende soorten:
- Harpobittacus albatus Riek, 1954
- Harpobittacus australis (Klug, 1838)
- Harpobittacus christine Lambkin, 1994
- Harpobittacus nigratus Navás, 1932
- Harpobittacus nigriceps (Selys, 1868)
- Harpobittacus phaeoscius Riek, 1954
- Harpobittacus quasisimilis Lambkin, 1994
- Harpobittacus rubricatus Riek, 1954
- Harpobittacus scheibeli Esben-Petersen, 1935
- Harpobittacus septentrionis Lambkin, 1994
- Harpobittacus similis Esben-Petersen , 1935
- Harpobittacus tillyardi Esben-Petersen, 1915